# Білий Яр (Сургутський район)
Бі́лий Яр (рос. Белый Яр) — селище міського типу у складі Сургутського району Ханти-Мансійського автономного округу Тюменської області, Росія. Адміністративний центр та єдиний населений пункт Білоярського міського поселення.
Населення — 17284 особи (2017, 14580 у 2010, 14392 у 2002).